# Чемпионат мира по рапиду и блицу 2017
Чемпионат мира по шахматам по рапиду и блицу 2017 года проходил с 25 по 31 декабря в Эр-Рияде.
Призовой фонд турнира составлял 2 миллиона долларов.
Незадолго до турнира участникам, представлявшим Израиль, отказали в получении визы по причине того, что между Саудовской Аравией и Израилем не были налажены дипломатические отношения. Из-за ограничения прав женщин в Саудовской Аравии от участия отказалась Анна Музычук, победительница обоих турниров предыдущего чемпионата.

## Регламент
Право на участие в турнире получали игроки, имевшие не менее 2600 (в женском турнире — 2300) пунктов в одном из рейтинг-листов за сентябрь—октябрь 2017 года (включая классический контроль, быстрые шахматы и блиц), а также действующие национальные чемпионы; помимо того, организатор турнира мог номинировать до 10 (в женском турнире — пяти) участников; также, ФИДЕ могла номинировать 20 игроков (в женском турнире — 10). За организатором турнира оставалось право ограничить количество участников 250 (в женском турнире — 150) спортсменами.

### Рапид
Контроль времени на партию составлял 15 минут на партию с добавлением 10 секунд на ход, начиная с первого хода; турнир игрался в течение трёх дней по швейцарской системе и состоял из 15 туров.

### Блиц
Контроль времени на партию составлял 3 минуты на партию с добавлением 2 секунд на ход, начиная с первого хода; турнир игрался в течение двух дней по швейцарской системе и состоял из 21 тура.

## Результаты

### Рапид

#### Мужчины
После основного турнира у двоих лидирующих шахматистов было одинаковое количество очков, и судьба первого места была определена на тай-брейке
1. Вишванатан Ананд
2. Владимир Федосеев
3. Ян Непомнящий

#### Женщины
1. Цзюй Вэньцзюнь[7]
2. Лэй Тинцзе
3. Элизабет Петц

### Блиц

#### Мужчины
1. Магнус Карлсен
2. Сергей Карякин
3. Вишванатан Ананд

#### Женщины
1. Нана Дзагнидзе
2. Валентина Гунина
3. Цзюй Вэньцзюнь